# John Stewart Bell
John Stewart Bell FRS (28 iunie 1928 – 1 octombrie 1990) a fost un fizician irlandez. El este inițiatorul teoremei lui Bell, o teoremă importantă în fizica cuantică în ceea ce privește teoria variabilelor ascunse.

## Biografie
John Bell s-a născut în Belfast, Irlanda de Nord. Când a împlinit vârsta de 11 ani, el a decis că va fi un om de știință, iar la 16 ani a absolvit Liceul Tehnic din Belfast. Bell a urmat apoi cursurile Universității Queen din Belfast și a obținut o diplomă de licență în fizică experimentală în 1948 și alta în fizici matematice un an mai târziu. El și-a luat doctoratul în fizică la Universitatea din Birmingham în 1956, specializându-se în fizică nucleară și în teoria cuantică a câmpurilor. În 1954, s-a căsătorit cu Mary Ross care era, de asemenea, un fizician. Cei doi s-au întâlnit în timp ce lucrau la acceleratorul din Malvern, Marea Britanie.